# خضير فليح الزيدي
خضير فليح الزيدي قاص وروائي وباحث عراقي، من مواليد بغداد 1958، مهتم بالكتابة السردية منذ 25 سنة بين الرواية، وكتابة القصة، وسرد غير مجنس. بدأ الكتابة منذ سنة 1981 تقريبا وما يزال مستمرًا في النهج الروائي والقصصي. يعمل في التدريس في مجال الفنون المسرحية، ومتواصل في الحضور الثقافي العام. في البداية تأثر بألبرتو مورافيا ثم بنظريات سيجموند فرويد وتلامذته، كما جعلته أطاريح الدكتور علي الوردي في فترة مبكرة يميل إلى الكتابة النثرية أكثر من الشعر وحسب مقولة الدكتور الوردي أن الشعر صيغة غير متحضرة لمواكبة العالم التقني أو العالم الغارق في هوس التطور اللحظي.

## جوائز
- جائزة البغدادية للقصص عام 2008.
- جائزة الدولة الابداعية عام 2010 عن رواية «خريطة كاسترو».
- جائزة ناجي الساعاتي للرحلات عن كتاب «الباب الشرقي».[1]

## النتاج الأدبي
| العنوان                                                    | اللغة   | الناشر           | سنة النشر | عدد الصفحات | الترقيم الدولي       | المصدر                      |
| ---------------------------------------------------------- | ------- | ---------------- | --------- | ----------- | -------------------- | --------------------------- |
| خريطة كاسترو                                               | العربية | دار الينابيع     | 2009      | 215         | لا يوجد              | [ 5 ]                       |
| أمكنة تدعى نحن حفريات ونصوص                                | العربية | دار الينابيع     | 2010      | لا يوجد     | لا يوجد              | [ 6 ]                       |
| تاريخ أول لسلة المهملات؛ قصاصات ورقية من سلة مهملات الحروب | العربية | دار الينابيع     | 2010      | 198         | لا يوجد              | [ 7 ] [ 8 ]                 |
| ذيل النجمة؛ سيرة معمول لهم                                 | العربية | دار رند          | 2010      | 273         | لا يوجد              | [ 9 ] [ 10 ]                |
| تمر ولبن كتاب 'الذات الجمهورية'                            | العربية | دار تموز للطباعة | 2011      | 195         | لا يوجد              | [ 11 ]                      |
| جدل في إثبات اليقين                                        | العربية | دار أمل الجديدة  | 2013      | 181         | لا يوجد              | [ 12 ]                      |
| ابن شارع.. عن الحياة خارج قفص البيت                        | العربية | مكتبة عدنان      | 2013      | 140         | لا يوجد              | [ 13 ]                      |
| سيد أسود باذنجان.. وقائع حياة الأخرس في كتاب الحصار        | العربية | مكتبة عدنان      | 2013      | 128         | لا يوجد              | [ 14 ]                      |
| (الباب الشرقي) رواية الضحك بلا سبب                         | العربية | لا يوجد          | 2013      | 208         | لا يوجد              | [ 15 ]                      |
| فاخر محمد بلاغة العلامة الحية                              | العربية | دار أمل الجديدة  | 2014      | 109         | (ردمك 9789933544898) | [ 16 ]                      |
| فندق كويستيان: رواية                                       | العربية | دار أمل الجديدة  | 2015      | لا يوجد     | (ردمك 9789933915803) | [ 17 ] [ 18 ] [ 19 ]        |
| أطلس عزران البغدادي                                        | العربية | دار ميزوبوتاميا  | 2015      | 240         | (ردمك 9789933912291) | [ 20 ] [ 21 ] [ 22 ]        |
| الصياغات التعبيرية في النحت العراقي                        | العربية | دار الجندي       | 2016      | لا يوجد     | (ردمك 9789950383942) | [ 23 ]                      |
| التشابه والاختلاف؛ حوارات متنوعة في الفن التشكيلي          | العربية | دار الجندي       | 2016      | لا يوجد     | لا يوجد              | [ 24 ]                      |
| فاليوم عشرة                                                | العربية | منشورات ضفاف     | 2016      | 232         | (ردمك 9786140241930) | [ 25 ] [ 26 ] [ 27 ]        |
| شاي وخبز؛ حكايات البيت والأزياء والطعام في العراق          | العربية | دار سطور         | 2017      | 269         | (ردمك 9781773220840) | [ 28 ] [ 29 ] [ 30 ] [ 31 ] |
| الملك في بجامته                                            | العربية | دار الرافدين     | 2018      | 279         | (ردمك 9781773225081) | [ 32 ] [ 33 ] [ 34 ] [ 35 ] |
| المدعو صدام حسين فرحان                                     | العربية | دار سطور         | 2019      | 269         | (ردمك 9789922608624) | [ 36 ] [ 37 ] [ 38 ]        |
| رواية يوتيوب                                               | العربية | دار الوان        | 2020      | لا يوجد     | لا يوجد              | [ 39 ]                      |
| أبناء المكان: في معنى السكون والحركة                       | العربية | دار خطوط وضلال   | 2021      | 150         | (ردمك 9789923402672) | [ 40 ] [ 41 ]               |
| مملكة الضحك؛ رحلة من باب المعظم إلى مستودع " الهههاي "     | العربية | دار سطور         | 2021      | 213         | (ردمك 9789923402672) | [ 42 ] [ 43 ] [ 44 ]        |